# Fuerzas Armadas de Togo
Las Fuerzas Armadas de Togo son las fuerzas militares de la República de Togo, y están formadas por el Ejército, la Armada, la Fuerza Aérea y la Gendarmería Nacional de Togo. El gasto militar total durante el año fiscal 2005 fue el equivalente al 1,6% del PIB del país. Existen diversas bases militares en Lomé, Temedja, Kara, Niamtougou y Dapaong. El actual Jefe del Estado Mayor de Togo, es el General de brigada Dimini Allaharé, quien asumió el cargo el 28 de mayo de 2024.

## Armada
La Armada fue fundada el 1 de mayo de 1976 para proteger las aproximadamente 34 millas (54,7 km) de la costa de la República de Togo y del puerto marítimo de Lomé. Actualmente cuenta con dos buques patrulleros, ambos en servicio desde 1976. El 7 de julio de 2014, la Armada de la República de Togo recibió un barco patrullero RPB 33. En la actualidad, el jefe del Estado Mayor de la Armada togolesa, es el capitán de navío Atiogbé Ametsipe.

### Embarcaciones
| Clase          | Fotografía | Origen         | Tipo             | Unidades | Fabricante                  |
| -------------- | ---------- | -------------- | ---------------- | -------- | --------------------------- |
| Clase Defender |            | Estados Unidos | Buque patrullero | 3        | SAFE Boats International    |
| Clase RPB 33   |            | Francia        | Buque patrullero | 2        | Raidco Marine International |

## Ejército de tierra
El actual jefe del Estado Mayor del Ejército de Togo es el coronel Blakimwé Wiyao Balli.
Los guardaespaldas presidenciales de élite de las Fuerzas Armadas de Togo son entrenados por Benjamin Yeaten, un comandante liberiano y un criminal de guerra buscado internacionalmente.

### Armas de fuego
| Nombre                          | Fotografía | Origen         | Tipo                               | Munición                        | Fabricante                             |
| Pistolas                        | Pistolas   | Pistolas       | Pistolas                           | Pistolas                        | Pistolas                               |
| ------------------------------- | ---------- | -------------- | ---------------------------------- | ------------------------------- | -------------------------------------- |
| Glock 17                        |            | Austria        | Pistola semiautomática             | 9 × 19 mm Parabellum            | Glock Ges.m.b.H.                       |
| Beretta 92                      |            | Italia         | Pistola semiautomática             | 9 × 19 mm Parabellum            | Beretta Holding                        |
| MAC modèle 1950                 |            | Francia        | Pistola semiautomática             | 9 × 19 mm Parabellum            | Manufacture d'armes de Châtellerault   |
| MAB PA-15                       |            | Francia        | Pistola semiautomática             | 9 × 19 mm Parabellum            | Manufacture d'armes de Bayonne         |
| FN Browning GP-35               |            | Bélgica        | Pistola semiautomática             | 9 × 19 mm Parabellum            | FN Herstal                             |
| M1911                           |            | Estados Unidos | Pistola semiautomática             | .45 ACP                         | Colt's Manufacturing Company           |
| Subfusiles                      |            |                |                                    |                                 |                                        |
| MAT-49                          |            | Francia        | Subfusil                           | 9 × 19 mm Parabellum            | Manufacture Nationale d'Armes de Tulle |
| Uzi                             |            | Israel         | Subfusil                           | 9 × 19 mm Parabellum            | Israel Weapon Industries               |
| Fusiles de cerrojo              |            |                |                                    |                                 |                                        |
| MAS-36                          |            | Francia        | Fusil de cerrojo                   | 7,5 × 54 mm Francés             | Manufacture d'Armes de Saint-Etienne   |
| Fusiles semiautomáticos         |            |                |                                    |                                 |                                        |
| MAS-49                          |            | Francia        | Fusil semiautomático               | 7,5 × 54 mm Francés             | Manufacture d'Armes de Saint-Etienne   |
| Fusiles de asalto               |            |                |                                    |                                 |                                        |
| AK-47                           |            | Rusia          | Fusil de asalto                    | 7,62 × 39 mm                    | Corporación Kalashnikov                |
| AKM                             |            | Rusia          | Fusil de asalto                    | 7,62 × 39 mm                    | Corporación Kalashnikov                |
| Tipo 56                         |            | China          | Fusil de asalto                    | 7,62 × 39 mm                    | Norinco                                |
| Tipo 63                         |            | China          | Fusil de asalto                    | 7,62 × 39 mm                    | Fábrica de Armas de Changfeng          |
| SIG SG 540                      |            | Suiza          | Fusil de asalto                    | 5,56 × 45 mm OTAN               | Schweizerische Industrie Gesellschaft  |
| Fusiles de combate              |            |                |                                    |                                 |                                        |
| FN FAL                          |            | Bélgica        | Fusil de combate                   | 7,62 × 51 mm OTAN               | FN Herstal                             |
| Heckler & Koch G3               |            | Alemania       | Fusil de combate                   | 7,62 × 51 mm OTAN               | Heckler & Koch                         |
| Fusiles de francotirador        |            |                |                                    |                                 |                                        |
| Fusil de francotirador Dragunov |            | Rusia          | Fusil de francotirador             | 7,62 × 54 mm R                  | Corporación Kalashnikov                |
| Fusil de francotirador PSL      |            | Rumania        | Fusil de francotirador             | 7,62 × 54 mm R7,62 × 51 mm OTAN | Fabrica de Arme Cugir SA               |
| Ametralladoras                  |            |                |                                    |                                 |                                        |
| MAC M1924/29                    |            | Francia        | Ametralladora ligera               | 7,5 × 54 mm Francés             | Manufacture d'Armes de Châtellerault   |
| Ametralladora PK                |            | Rusia          | Ametralladora de propósito general | 7,62 × 54 mm R                  | Planta Degtiariov                      |
| Ametralladora M60               |            | Estados Unidos | Ametralladora de propósito general | 7,62 × 51 mm OTAN               | General DynamicsUS Ordnance            |
| AAT-52                          |            | Francia        | Ametralladora de propósito general | 7,62 × 51 mm OTAN               | Manufacture d'Armes de Saint-Etienne   |

### Armas antitanque
| Nombre                        | Fotografía                    | Origen                        | Tipo                          | Calibre                       | Fabricante                                     |
| Granada propulsada por cohete | Granada propulsada por cohete | Granada propulsada por cohete | Granada propulsada por cohete | Granada propulsada por cohete | Granada propulsada por cohete                  |
| ----------------------------- | ----------------------------- | ----------------------------- | ----------------------------- | ----------------------------- | ---------------------------------------------- |
| RPG-7                         |                               | Rusia                         | Granada propulsada por cohete | 85 mm                         | Bazalt                                         |
| LRAC F1                       |                               | Francia                       | Granada propulsada por cohete | 89 mm                         | Manufacture Nationale d'Armes de Saint-Etienne |

### Artillería
| Nombre       | Fotografía | Origen         | Tipo                 | Calibre    | Unidades   | Fabricante                    |
| Artillería   | Artillería | Artillería     | Artillería           | Artillería | Artillería | Artillería                    |
| ------------ | ---------- | -------------- | -------------------- | ---------- | ---------- | ----------------------------- |
| Obús M101    |            | Estados Unidos | Obús remolcado       | 105 mm     | 4          | Arsenal de Rock Island        |
| 2S1 Gvozdika |            | Ucrania        | Cañón autopropulsado | 122 mm     | 6          | Planta de tractores de Járkov |

### Carros de combate
| Nombre            | Fotografía        | Origen            | Tipo                       | Unidades          | Fabricante                  |
| Carros de combate | Carros de combate | Carros de combate | Carros de combate          | Carros de combate | Carros de combate           |
| ----------------- | ----------------- | ----------------- | -------------------------- | ----------------- | --------------------------- |
| T-54/55           |                   | Rusia             | Carro de combate principal | 4                 | Uralvagonzavod              |
| T-34/85           |                   | Rusia             | Tanque medio               | 7                 | Fábrica de Krasnoye Sormovo |
| FV101 Scorpion    |                   | Reino Unido       | Tanque ligero              | 20                | Alvis                       |

### Vehículos blindados de combate
| Nombre                       | Fotografía                   | Origen                       | Tipo                                | Unidades                     | Fabricante                                  |
| Vehículo de combate blindado | Vehículo de combate blindado | Vehículo de combate blindado | Vehículo de combate blindado        | Vehículo de combate blindado | Vehículo de combate blindado                |
| ---------------------------- | ---------------------------- | ---------------------------- | ----------------------------------- | ---------------------------- | ------------------------------------------- |
| BMP-2                        |                              | Rusia                        | Vehículo de combate de infantería   | 20                           | Kurganmashzavod                             |
| Thyssen Henschel UR-416      |                              | Alemania                     | Transporte blindado de personal     | 30                           | Daimler TruckThyssen-Henschel               |
| ACMAT Bastion                |                              | Francia                      | Transporte blindado de personal     |                              | ACMAT                                       |
| Panhard M3                   |                              | Francia                      | Transporte blindado de personal     | 5                            | Panhard                                     |
| FV103 Spartan                |                              | Reino Unido                  | Transporte blindado de personal     |                              | Alvis                                       |
| Mamba APC                    |                              | Sudáfrica                    | Transporte blindado de personal     |                              | Daimler TruckLand Systems OMC               |
| EE-9 Cascavel                |                              | Brasil                       | Automóvil blindado militar          | 36                           | Engesa                                      |
| M8 Greyhound                 |                              | Estados Unidos               | Automóvil blindado militar          | 9                            | Ford Motor Company                          |
| Panhard AML                  |                              | Francia                      | Automóvil blindado militar          | 10                           | Panhard                                     |
| Panhard TC-54                |                              | Francia                      | Camión militar                      | 110                          | Panhard                                     |
| Vehículo Blindado Ligero     |                              | Francia                      | Vehículo de reconocimiento blindado | 2                            | Panhard                                     |
| Mbombe                       |                              | Sudáfrica                    | Vehículo blindado de combate        |                              | Paramount Group                             |
| Semioruga M3                 |                              | Estados Unidos               | Semioruga                           |                              | Autocar CompanyDiamond TWhite Motor Company |
| FV104 Samaritan              |                              | Reino Unido                  | Ambulancia blindada                 |                              | Alvis                                       |
| FV105 Sultan                 |                              | Reino Unido                  | Vehículo de mando y control         |                              | Alvis                                       |
| FV106 Samson                 |                              | Reino Unido                  | Vehículo blindado de ingenieros     |                              | Alvis                                       |

## Fuerza Aérea de Togo

Escarapela aeronáutica de la Fuerza Aérea de Togo.

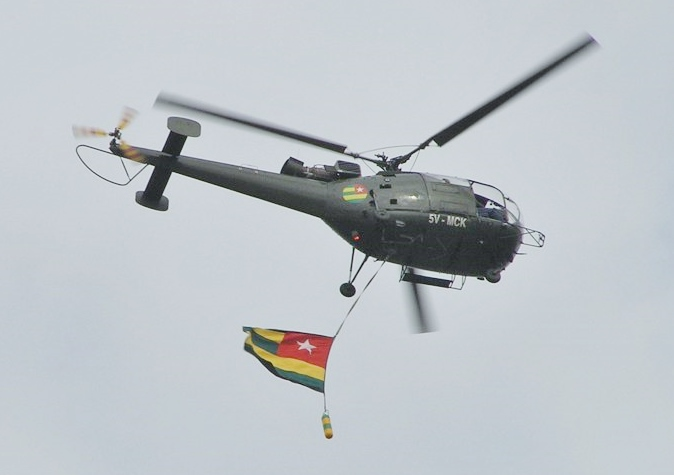
Un helicóptero Sud-Aviation SA316 Alouette III con la bandera nacional.

La Fuerza Aérea de la República de Togo fue fundada en 1964, y la influencia francesa permanece en la elección de los aviones utilizados. Desde 2020, el jefe del Estado Mayor de la Fuerza Aérea es el coronel Tassounti Djato. El C-47 Skytrain fue el primer avión utilizado; formó parte de la fuerza aérea desde 1960 hasta 1976. En 1976, los C-47 fueron reemplazados por dos transportes STOL DHC-5D Buffalo. También en el mismo año, Togo adquirió cinco aviones de entrenamiento a reacción Fouga Magister de la Fuerza Aérea alemana y siete EMB.326GB de Brasil, para formar una escuadrilla. La flota de aviones de entrenamiento a reacción de Togo se modernizó en 1981, con la entrega de cinco aviones Dassault/Dornier Alpha Jet, y en 1986, tres aviones Aerospatiale TB-30 Epsilon con motor de pistón. Las aeronaves Fouga Magister, regresaron a Francia en 1985.

Durante su existencia, el nombre oficial cambió de Sección Air der Forces armées en 1964 a Escadrille Nationale D Togolaise (ENT) en 1973, a Groupement Aerienne Togolais (GAT) en 1980, y finalmente a Armée de l'Air Togolaise en 1997.
En la actualidad, sus operaciones se concentran en la Base de Transporte de Lomé, en el Aeropuerto de Lomé-Tokoin, donde tienen su base los aviones de transporte, y en la Base de Cazas de Niamtougou, en el Aeropuerto Internacional de Niamtougou, donde se encuentran las unidades de combate.
La fuerza aérea togolesa, adquirió el VANTC Bayraktar TB2 de la empresa turca Baykar en agosto de 2022.

### Aeronaves
| Aeronave                           | Fotografía                     | Origen                         | Tipo                                                         | Unidades                       | Fabricante                             |
| Aeronave de transporte militar     | Aeronave de transporte militar | Aeronave de transporte militar | Aeronave de transporte militar                               | Aeronave de transporte militar | Aeronave de transporte militar         |
| ---------------------------------- | ------------------------------ | ------------------------------ | ------------------------------------------------------------ | ------------------------------ | -------------------------------------- |
| Beechcraft Super King Air          |                                | Estados Unidos                 | Avión utilitario                                             | 2                              | Beechcraft                             |
| Douglas DC-8                       |                                | Estados Unidos                 | Aeronave de transporte militar                               | 1                              | Douglas Aircraft Company               |
| Fokker F28 Fellowship              |                                | Países Bajos                   | Aeronave de transporte militar                               | 2                              | Fokker                                 |
| Helicóptero militar                |                                |                                |                                                              |                                |                                        |
| Aérospatiale SA341 Gazelle         |                                | Francia                        | Helicóptero utilitario                                       | 2                              | Sud Aviation                           |
| Aérospatiale SA 315B Lama          |                                | Francia                        | Helicóptero utilitario                                       | 2                              | Aérospatiale                           |
| Aérospatiale SA 330 Puma           |                                | Francia                        | Helicóptero de transporte militar                            | 1                              | Sud Aviation                           |
| Sud-Aviation SA316 Alouette III    |                                | Francia                        | Helicóptero utilitario                                       | 2                              | Aérospatiale                           |
| Mil Mi-8                           |                                | Rusia                          | Helicóptero de transporte militar                            | 2                              | Mil                                    |
| Mil Mi-17                          |                                | Rusia                          | Helicóptero de transporte militar                            | 2                              | Mil                                    |
| Mil Mi-24                          |                                | Rusia                          | Helicóptero de ataque                                        | 3                              | Mil                                    |
| Avión de entrenamiento             |                                |                                |                                                              |                                |                                        |
| Aermacchi MB-326                   |                                | Italia                         | Avión de entrenamiento y avión de ataque a tierra            | 4                              | Alenia Aermacchi                       |
| Dassault/Dornier Alpha Jet         |                                | Unión Europea                  | Avión de entrenamiento a reacción y avión de ataque a tierra | 3                              | Dassault AviationDornier Flugzeugwerke |
| Socata TB 30 Epsilon               |                                | Francia                        | Avión de entrenamiento                                       | 3                              | AérospatialeSocata                     |
| Vehículo aéreo no tripulado (VANT) |                                |                                |                                                              |                                |                                        |
| Bayraktar TB2                      |                                | Turquía                        | VANTC                                                        | desconocido                    | Baykar                                 |